# 戈爾基區
戈爾基區，是白俄羅斯的一個區，位於該國東部，屬於莫吉廖夫州的一部分，面積1,284.31平方公里，2009年人口47,800，人口密度每平方公里37.22人。